# 変温動物
変温動物（へんおんどうぶつ、英語: poikilotherm）とは、外部の温度により体温が変化する動物のことをさす。かつては冷血動物（俗語：cold-blooded）とも呼ばれた。対義語は恒温動物。しかし現代では、動物の体温制御が種によって多様であることが発見され、恒温動物と変温動物の2つに分けられるという考えは誤りであることが分かったため、これらの語は科学的には使われなくなってきている。

## 概要
爬虫類、魚類や昆虫などが代表として挙げられる。ただし、変温動物と恒温動物の体温調節能力は連続的・段階的であり、厳密に2分類できるものではない。たとえばミツバチでは密集して飛翔筋を運動させることで熱を発生させ、巣の温度を調節することでほぼ一定の体温を保つことができる。魚類ではマグロやカジキ等が奇網と呼ばれる特殊な血管構造によって高い体温と運動能力を確保している。これらは恒温動物とされることも変温動物とされることもある。また、ハチドリ、カッコウ、ナマケモノ、ハダカデバネズミのように哺乳類や鳥類に属する生物でも必ずしも恒温動物とは言えない体温調節をするものがある。

## 変温動物の体温
変温動物は、恒温動物のように自力で体温を安定的に保つことができず、外気温や水温などに体温が影響を受けやすい動物と考えられる。体温調節のために自身で能動的に産熱するのではなく日光などの外部の熱エネルギーを利用する。例えばトカゲ類では、まず日光浴をして、体温を上げ、その後に活動に入るものがある。一般に、30℃以下の温度に活動適温がある。
しかし、変温動物だからと言って、呼吸により発熱しないわけではない。筋肉や神経組織の活動などにより、周囲の温度よりは高い体温をもつ場合が普通である。変温動物は周囲の温度が下がると活動できなくなるとよく言われるが、これは必ずしも正しくない。ヤマアカガエルやニホンアカガエルには厳冬期に繁殖、産卵を行うものが存在し、これらがその活動を行うときの周囲の気温は、5℃程度かそれ以下である。北米のブランディングガメやウシガエルのオタマジャクシ、ワカサギなど氷の張った水中でも活動を行う変温動物は多い。フユシャクは0℃以下でも活発に飛び回り、ヒョウガユスリカやセッケイカワゲラは0℃以下で活動し、人間の手に載せられれば熱死してしまう。また、ヤンマやスズメガのように幼虫は典型的な変温動物、成虫は活動時体温をほぼ保つ異温性の恒温動物としてふるまうものもある。
変温動物は必要がないときは外気温と同程度の体温でいるため、エネルギー消費はかなり少ない。また、体温が多少変動しても正常な活動ができる能力があるということでもある。これに対して、多くの恒温動物の体温は下げられず、常に安定した体温を維持し続ける。それによって行動能力を高く維持できるが多量の餌を消費するリスクを負う。身体が小さいほど体温を失いやすいため、モグラやネズミといった小型哺乳類は丸1日の絶食ですら餓死の恐れがあるが、同程度以下の体格でも変温動物はヘビやトカゲ等の爬虫類、節足動物のサソリやダイオウグソクムシなどは月単位程度の絶食に耐えるものは珍しくもなく、年単位をしのぐものさえいる。